# 蓋爾斯堡站
蓋爾斯堡站（英語：Galesburg station）是位於伊利諾伊州西北諾克斯縣蓋爾斯堡市的一座客運車站，目前共有三對開往舊金山，洛杉磯及昆西市方向的列車經停。站南側為BNSF鐵路公司調車場。2011年度共有104208名乘客在此站乘降。
舊址為芝加哥，伯靈頓和昆西鐵路車站，1984年，原車站拆除后在偏北位置新蓋站房作為現美鐵客運車站。1996年，“西南酋長”號列車從原蓋爾斯堡聖塔菲鐵路車站改停本站后，本站成為蓋爾斯堡市唯一鐵路客運站。
該站共有鐵路路線兩股，月臺兩座，分別爲一座側式月臺和一座島式月臺。其中，島式月臺為伊利諾伊和風/卡爾·桑伯格號專用月臺。該次列車在蓋爾斯堡站切換至昆西主線上，向東繞行經由調車場后前往昆西市方向，而“加州和風”和“西南酋長”號繼續沿BNSF鐵路路軌向西南方向前進。
緊鄰車站的蓋爾斯堡鐵路博物館通常會在每年7月最後一個週末舉辦一系列活動。

## 相關鏈接
- Amtrak - Stations - Galesburg, IL
- Galesburg Station; Great American Stations (Amtrak) （页面存档备份，存于）
- Galesburg Amtrak Station (USA Rail Guide -- Train Web) （页面存档备份，存于）
- Subway Nut pictures （页面存档备份，存于）
- TrainWeb

40°56′41″N 90°21′50″W / 40.9446°N 90.3640°W